# International Pole Sports Federation
La Fédération internationale de pole sports, officiellement en anglais International Pole Sports Federation (IPSF), est une association internationale qui fédère une les fédérations nationales de Pole dance du monde entier.
La fédération a été fondée en 2009 par Tim Trautman et Katie Coates dans le but d'unir les athlètes, les entraîneurs, les juges et les passionnés. Le concept de Pôle en tant que sport remonte en 2006, après que le pôle est devenu une forme de conditionnement physique populaire en 2000 et que les compétitions de pole ont commencé à gagner en popularité. Katie Coates avait lancé une pétition pour une reconnaissance olympique recueillant 10000 signatures.
L'IPSF est devenu membre observateur depuis octobre 2017, de l'Association générale des fédérations internationales de sports.
Outre la promotion et la réglementation du sport, l'IPSF organise également son championnat du monde depuis 2012 : 43 athlètes provenant de 14 pays ont participé dont 5 hommes.

## Disciplines
La fédération a codifié cinq disciplines
1. Pole Sports :Cette discipline phare comprend des éléments artistiques, mais repose davantage sur l'athlétisme et le mérite technique, et est jugée sur la base d'un code de pointage conforme aux autres sports olympiques tels que la plongée, le patinage et la gymnastique.
2. Ultra Pole :Jugé par les règles de style libre, Ultra Pole est une bataille qui permet à l’athlète de se mesurer à d’autres concurrents lors de rounds.
3. Pole artistique :version plus artistique de Pole dans leurs compétitions nationales et régionales.
4. Pole urbain :Le pôle urbain est pratiqué à l’extérieur en plein air
5. Para Pole :Le Para Pole a été développé conformément aux critères paralympiques pour inclure désormais 3 catégories : les déficiences musculaires, des membres et de la vue.

## Associations membres
En 2016, la fédération regroupe une 128 nations mais en 2018, seule une centaine sont référencées sur le site officiel.
| Afrique | Amériques | Asie-Pacifique | Europe |
| Membres de droit | Membres de droit | Membres de droit | Membres de droit |
| --- | --- | --- | --- |
| - Afrique du Sud (South African Pole Sports Federation) | - Brésil (Federação Catarinense de Pole Sports - Fecapole) - Canada (Canadian Pole Federation) - Colombie (Pole Sports Colombia) - Mexique (FEMEXPOLE Pole Sports) - États-Unis (American Pole League) - Venezuela (Venezuela Pole Sports) | - Australie (Australian Pole Sports Federation) - Chine (China Pole Sports Federation) - Japon (Japan Pole Sports) - Kazakhstan (Kazakhstan Pole Sports Federation) - Corée du Sud (Korean Pole Sport Association) | \| - Danemark (Dansk Pole Sports Forening) - Finlande (Finish Pole Sports Federation) - Allemagne (Deutsche Pole Sport Meisterschaft) - Grèce (Hellenic Pole Sports Federation) - Hongrie (Pole Sports Hungary) - Italie (Pole Sports Italia) - Israël (Israel Pole Sport Association) - Moldavie (Moldovian Pole Sport Federation) - Pays-Bas (Nederlands Paal Sport Federatie) - Norvège (Norwegian Pole Sports Federation) \| - Pologne (Polish Pole Sports Federation) - Portugal (Portugal Pole Sports Federation) - Roumanie (Romanian Fitness & Pole Sports Federation) - Russie (Russian Pole Sports Federation) - Espagne (Spanish Pole Federation) - Suède (Swedish Pole Federation) - Suisse (Swiss Pole Sports Federation) - Ukraine (Ukraine Pole Sports and Aerial Federation) - Royaume-Uni (Pole Sports UK) \| |
| Membres en cours d'adhésion | | | |
| | - Bermudes (Bermuda Pole Sports Federation) - Bolivie (Bolivian Pole Sports Federation]) - Chili | - Inde (Indian Pole Sports Association) - Kirghizistan | - Belgique (Belgium Pole Sports Federation) - Bosnie-Herzégovine (Bosnia and Herzegovina Pole Sports Federation) - Estonie |
| - Danemark (Dansk Pole Sports Forening) - Finlande (Finish Pole Sports Federation) - Allemagne (Deutsche Pole Sport Meisterschaft) - Grèce (Hellenic Pole Sports Federation) - Hongrie (Pole Sports Hungary) - Italie (Pole Sports Italia) - Israël (Israel Pole Sport Association) - Moldavie (Moldovian Pole Sport Federation) - Pays-Bas (Nederlands Paal Sport Federatie) - Norvège (Norwegian Pole Sports Federation) | - Pologne (Polish Pole Sports Federation) - Portugal (Portugal Pole Sports Federation) - Roumanie (Romanian Fitness & Pole Sports Federation) - Russie (Russian Pole Sports Federation) - Espagne (Spanish Pole Federation) - Suède (Swedish Pole Federation) - Suisse (Swiss Pole Sports Federation) - Ukraine (Ukraine Pole Sports and Aerial Federation) - Royaume-Uni (Pole Sports UK) | | |